# 白根町
白根町（しらねまち）は、かつて山梨県中巨摩郡に存在した町である。

## 地理
山梨県の中央部、甲府盆地の西端に位置する。横長の町域で、町域西部は巨摩山地に属し、東部は釜無川・御勅使川扇状地で、支流である御庵沢や塩川が御勅使川と合流して東流する。
町域西部は集落が乏しいが東部の平野部には集落が展開し、モモ、スモモ、サクランボ、ブドウなどの果樹園や宅地となっている。町域を南北に国道52号（富士川街道）が通過する。
北は御勅使川を境に韮崎市と接し、扇状地の北東端を占める八田村とも接する。東は釜無川を境に中巨摩郡竜王町（現、甲斐市）、昭和町に接し、西は芦安村と接する。南は櫛形町、若草町と接している。

## 歴史

### 先史・古代
西郡地域は釜無・御勅使川の氾濫原であるため水害の常襲地で、町域に分布する考古遺跡は東部では希薄である。遺跡は町域西部の御勅使川上流に集中しており、縄文時代中期の築山遺跡や飯平遺跡、上諏訪のおつき穴古墳や在家塚の金山塚ながある。横穴式石室を持つ後期古墳も見つかっている。
古代の律令制下においては巨麻郡に属していたと思われるが比定郷はなく、旧八田村とともに『続日本紀』承和2年4月条に見られる葛原親王に与えられた「馬相野空閑地」に属していたと考えられている。平安時代には大塚遺跡や石橋北屋敷遺跡、埋葬されたウマ骨や「甲斐」墨書土器などが出土している百々遺跡などの集落遺跡が見られ、大嵐には平安期の経塚である善応寺経塚がある。

### 中世
中世の在地領主も不明であるが、平安時代後期には甲斐源氏の一族が盆地各地へ土着し、盆地西部では加賀美氏が台頭した。そのため、町域も加々美荘を本拠とした加賀美氏の影響下にあったとする指摘もある。南北朝時代には、『太平記』に拠れば、観応元年（1350年）、足利将軍家における内紛から発展した観応の擾乱と連動し、鎌倉府では関東管領の高師冬と上杉憲顕が対立しておいた。武蔵国（東京都）から甲斐へ逃れた師冬は大嵐の須沢城で篭城し、城主の「逸見孫六入道」とともに抵抗し、翌年には敗死している（『阿蘇家文書』観応2年2月14日足利直義御教書写）。このことから逸見氏の支配も及んでいたと考えられている。
戦国時代の永正17年（1520年）には、上諏訪付近で甲斐国主武田信虎が反対する逸見氏・大井氏ら国人勢力を撃破した合戦が行われた。次代の晴信（信玄）時代から近世初頭にかけて治水事業が施され、将棋頭（白根将棋頭）や石積出など治水施設も分布している。また、隣接する旧八田村には武田家臣金丸氏が土着し、支配を及ぼした。

### 近世
町域は近世まで「原七郷」と呼ばれる利水に乏しい干魃地帯であったが、近世には徳島堰の開発が行われ、町域の一部で水不足が緩和される。江戸時代後期には西野村に郷学である松聲堂（しょうせいどう、当初の呼称は西野手習所）が設置された。同所は幕臣で儒学者の松井渙斎が教授を行ったことでも知られる。西野手習所は明治期の学制改革により小学校となり、現在の南アルプス市立白根東小学校となっている。

### 近現代
明治初期から大正時代にかけて農業用水・飲料水確保のため野呂川疎水問題が繰り返し県に対し陳情されていたが、戦後には1951年（昭和26年）から四期務めた天野久県政期に野呂川総合開発として本格的な実行に至る。これにより1956年（昭和31年）には早川流域の総合開発により飲用水問題が解決し、さらに昭和35年には野呂川上水道の完成により「原七郷」地域における長年の水不足が解消される。
また、1965年（昭和40年）には国営事業である釜無川右岸地域における土地改良事業が行われ、徳島堰のコンクリートによる護岸工事の実施や、釜無川からの取水口の改修、調整池による貯水、スプリンクラーによる潅水など一連の事業が行われ、多くの畑地が開発され、戦後には果樹栽培の基板にもなった。
1925年（大正14年）には甲府電車軌道株式会社（後の山梨電気鉄道）が開業し、甲府から青柳（富士川町青柳）へ至り鰍沢方面へ通じる山梨交通電車線が開設され、1937年（昭和12年）に全線開通した。山梨交通電車線は開国橋を渡り町域を通過し、駿信往還と交差して南下し、小笠原へ通じていた。戦後はバス交通により衰退し、1962年（昭和37年）に廃線となる。
近代にはタバコ栽培が衰退し、代わって養蚕が普及する。戦後には養蚕からモモ、サクランボを中心とする果樹栽培、観賞用植物の栽培に転換した。

### 沿革
- 1954年（昭和29年）4月1日 - 中巨摩郡巨摩町・西野村・今諏訪村・百田村が新設合併して白根町が発足。
- 1954年（昭和29年）10月2日 - 町章を制定する[2]。
- 1957年（昭和32年）11月1日 - 源村の一部（大字曲輪田新田・飯野新田・築山）を編入。
- 1959年（昭和34年）5月1日 - 源村を編入。
- 2003年（平成15年）4月1日 - 中巨摩郡八田村・芦安村・若草町・櫛形町・甲西町と新設合併して南アルプス市が発足。同日白根町廃止。

## 文化財
県指定有形文化財（建造物）
- 善応寺宝篋印塔 - 大嵐の善応寺所在。1978年（昭和53年）3月30日指定。

県指定有形文化財（彫刻）
- 木造獅子頭 - 百々の諏訪神社蔵。嘉元3年（1305年）の銘がある。1968年（昭和43年）12月12日指定。
- 木造阿弥陀如来立像 - 飯野の常楽寺法堂安置。1969年（昭和44年）11月20日指定。

県指定有形文化財（工芸品）
- 鰐口 - 今諏訪の久本寺蔵。享徳3年（1454年）の銘がある。1960年（昭和35年）11月7日指定。

県指定天然記念物
- 白根のカエデ - 百々の個人宅にあるイロハモミジの巨木。1960年（昭和35年）11月9日指定。
- 大嵐のビャクシン - 善応寺境内にある。1968年（昭和43年）2月8日指定。

なお、1913年（大正2年）に善応寺経塚から平安時代の経筒等が発見されている（東京国立博物館蔵）。

## 教育

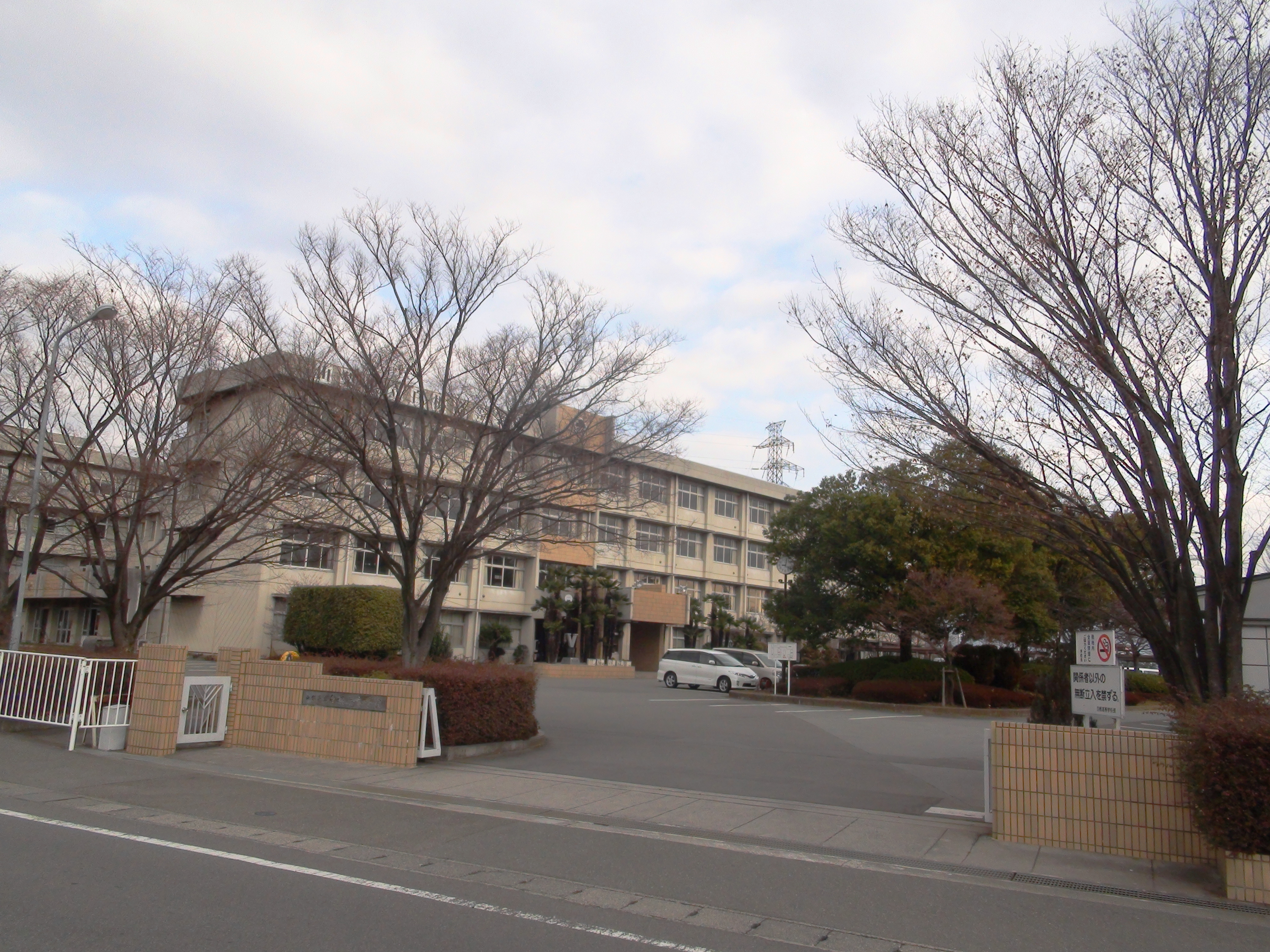
山梨県立白根高等学校

### 高等学校
- 山梨県立白根高等学校

### 小学校
- 白根源小学校
- 白根飯野小学校
- 白根東小学校
- 白根百田小学校

### 中学校
- 白根御勅使中学校
- 白根巨摩中学校

## 交通

### 道路
高速道路
- 白根インターチェンジ

一般県道
- 国道52号

道の駅
- しらね

## 娯楽
- 金峰映画館 - 劇場・映画館（〜1960年代）
- 白根シネマ - 劇場・映画館（〜1960年代）

## 出身有名人
- 有泉亨 - 法学者・弁護士
- 金丸信 - 政治家
- 福田甲子雄 - 俳人
- 福田修二 - 実業家
- 北条裕子 - 小説家
- 若尾逸平 - 実業家